# Schwedisches Lehrsystem

Das Sankt-Georgs-Kreuz ist ein Symbol der Schwedischen Freimaurerei

Das Schwedische Lehrsystem, auch Schwedischer Ritus oder Schwedisches Ritual genannt, ist eine christlich orientierte Lehrart der Freimaurerei. Sie wird in Deutschland von der Großen Landesloge der Freimaurer von Deutschland (Freimaurerorden) bearbeitet.

## Geschichte und Verbreitung

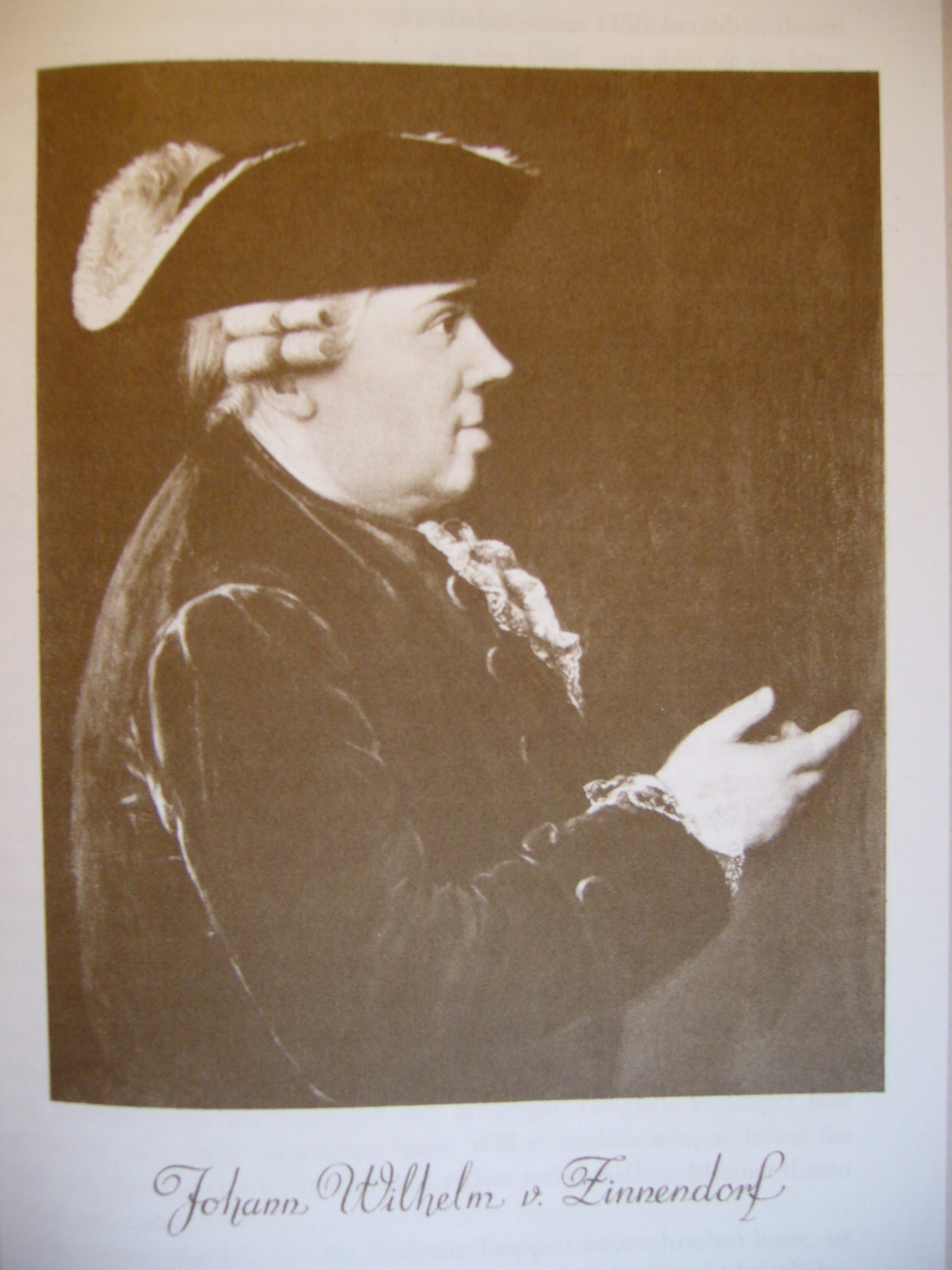
Johann Wilhelm Kellner von Zinnendorf

Das schwedische System beruht auf den Akten von Carl Friedrich Eckleff, welcher damit 1756 in Schweden die Basis für das Hochgradsystem der Freimaurer-Orden, einem christlich orientierten Zweig der Freimaurerei schuf. Die tatsächliche Urheberschaft der von Eckleff verwandten Unterlagen ist bis heute ungeklärt.
Das Schwedische System breitete sich im 18. Jahrhundert in Skandinavien als vorherrschende freimaurerische Lehrart aus.
Seit 1770 wird das Schwedische System in einer von der skandinavischen Form leicht abweichenden Variante nach Johann Wilhelm Kellner von Zinnendorf auch in Deutschland durch die Großen Landesloge der Freimaurer von Deutschland (Freimaurerorden) bearbeitet.
Von 1776 bis 1779 war das Zinnendorfsche System auch in Russland vertreten, als Schwedisches System unter Herzog Karl von Södermannland hielt es sich einige Jahre länger, wurde letztlich aber eingestellt.
Das Schwedische System wird heute in Schweden, Norwegen, Dänemark, Finnland, Island, Rumänien und Deutschland bearbeitet.

## Aufbau und Ausrichtung

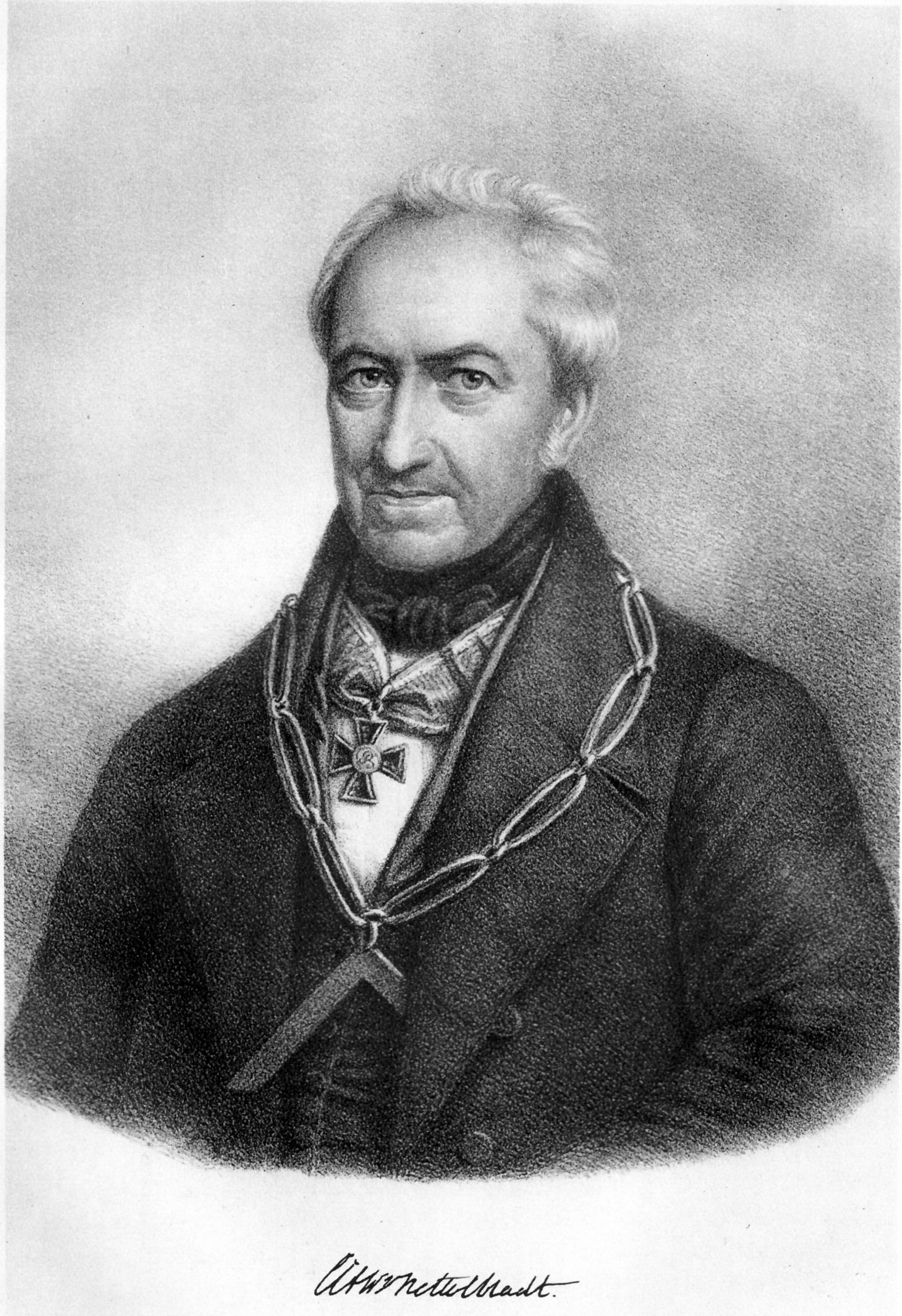
Christian Karl Friedrich Wilhelm von Nettelbladt

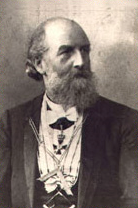
Otto Hieber

Das Schwedische System gründet sich auf die Lehre Jesu Christi, wie sie in der Heiligen Schrift enthalten ist und betrachtet den Glauben an Gott, an die Verantwortlichkeit des Menschen und an die Unsterblichkeit der Seele als Postulate der Vernunft. Es strebt durch seine christlich-mystische Lehrart die Erziehung zu einem innerlich freien Menschen an. Die Lehrart betont den Charakter eines christlichen Ritterordens, wobei der Begriff der Ritterschaft im geistigen Sinne zu verstehen ist.
Die Freimaurerorden nach Schwedischem System bilden im Sinne ihres Ordensgedankens ein in sich geschlossenes System mit zehn Erkenntnisstufen bzw. Graden, welche sowohl die Johannisgrade als auch darauf aufbauende Hochgrade als einheitliche Struktur umfassen. Jeder Grad baut inhaltlich auf den vorhergehenden auf. Hinzu kommt ein elfter Grad als Ehrengrad.
Hierin besteht der wesentliche Unterschied des Schwedischen Systems zu anderen freimaurerischen Lehrarten, welche Johannisgrade und Hochgrade voneinander trennen und nicht auf eine bestimmte religiöse Basis ausgerichtet sind.
Die Ritualstik und Symbolik des Schwedischen Systems umfasst neben der in der Freimaurerei üblichen Bauhüttentradition vor allem auch Elemente französischer und englischer Hochgradsysteme. Aufgrund der darüber zum Teil hinausgehenden mystischen Elemente wird das Schwedische System von einigen Quellen auch als in freimaurerische Formen gehüllte Erneuerung der mittelalterlichen Mystik beschrieben.
Es gibt innerhalb jeder Großloge, die das Schwedische System verwendet, nur eine Form des geltenden Rituals für jeden Grad. Die Rituale in den verschiedenen Ländern unterscheiden sich voneinander, wobei die Unterschiede zwischen den Großlogen Skandinaviens nur gering sind. Anders als in der englischen Freimaurerei wird das Ritual nicht auswendig gelernt, sondern man folgt einem geltenden rituellen Manuskript, was die Einheitlichkeit und Unveränderbarkeit des Rituals sicherstellen soll.
Im Laufe der Geschichte kam es zu mehreren Redaktionen des Rituals, die nicht in allen Ländern übernommen wurden. Am bedeutendsten sind wahrscheinlich die Bearbeitungen durch Herzog Carl von Södermannland für Schweden und durch Christian Nettelbladt (begonnen 1819) in Deutschland. Daneben erfuhr die deutsche Variante des Schwedischen Systems Ende des 19. Jahrhunderts eine umfassende Exegese durch Otto Hieber.

## Ordensabteilungen
Das System besteht aus drei Ordensabteilungen:

### Johannisgrade
1. Grad: Johannis-Lehrling
2. Grad: Johannis-Geselle
3. Grad: Johannis-Meister

### Andreasgrade
1. Andreas-Lehrling
2. Grad: Andreas-Geselle
3. Grad: Andreas-Meister

### Kapitelgrade
1. Ritter vom Osten
2. Grad: Ritter vom Westen
3. Grad: Vertrauter Bruder der Johannisloge
4. Grad: Vertrauter Bruder der Andreasloge

### Ehrenstufe
- Höchsterleuchteter Bruder mit dem Roten Kreuz (mit dem Kürzel R+K, auch Tempelmeister und Ritter-Kommandeur genannt). Zurzeit sind mehr als 70 Freimaurer in Deutschland Träger dieses Ordens. Anders als bei dem u.g. gleichnamigen dänischen Verdienstorden für Freimaurer handelt es sich in Deutschland um eine rein freimaurerische Ehrenstufe ohne öffentlichen Bezug.

### Leitung
- Der Hochwürdige Meister regiert eine Johannisloge.
- Der Hochleuchtende Andreasmeister leitet die Andreasloge.
- Der Weise Kapitelmeister leitet das Kapitel.
- Der Höchstleuchtende Landesgroßmeister ist für die Grade 1 bis 6 zuständig.
- Dem Weisesten Ordensmeister an der Spitze des Ordensrates unterstehen die Kapitelgrade ab dem 7. Grad.

## Öffentliche Verdienstorden für Freimaurer des Schwedischen Lehrsystems

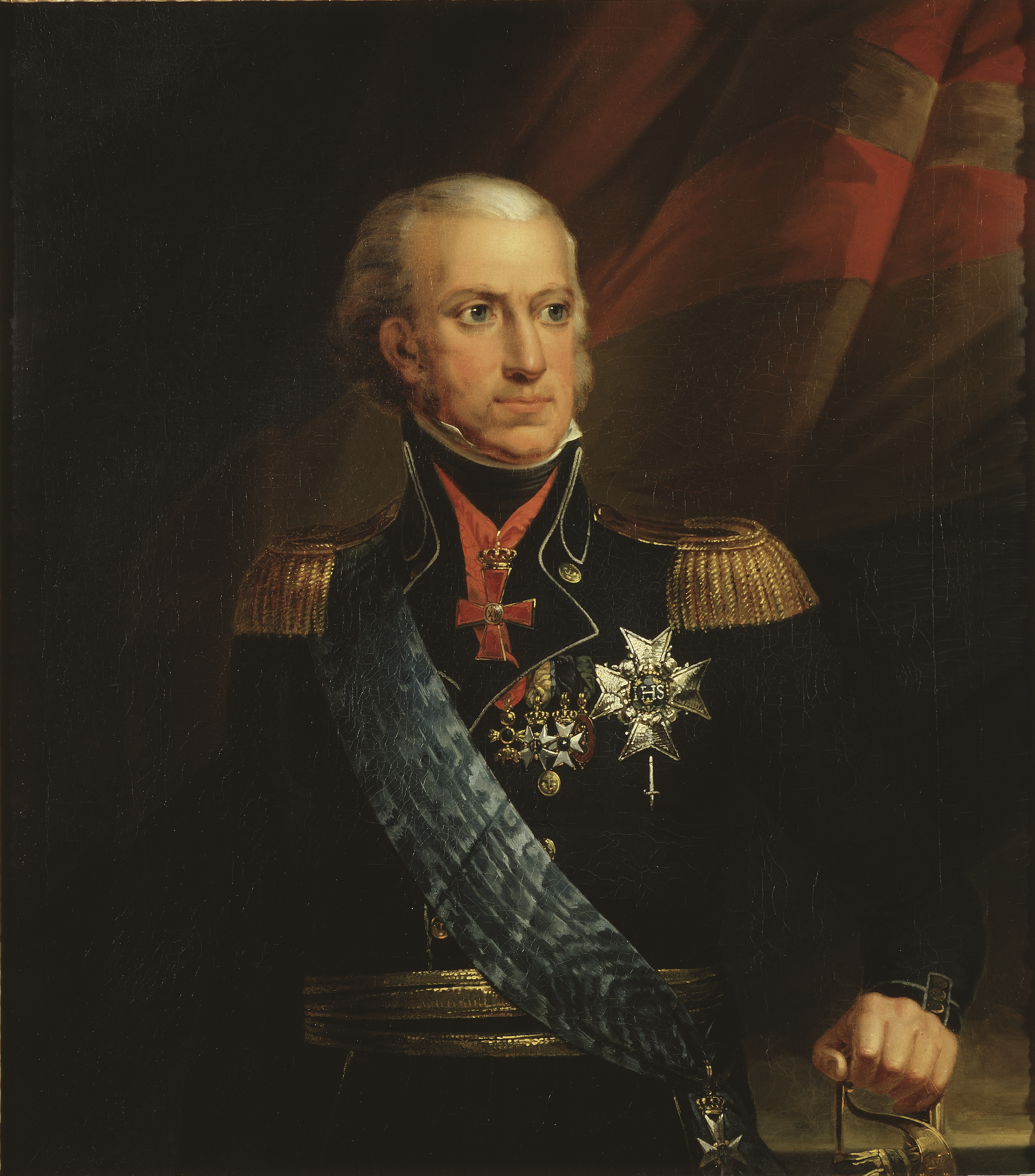
Karl XIII., König von Schweden und Norwegen

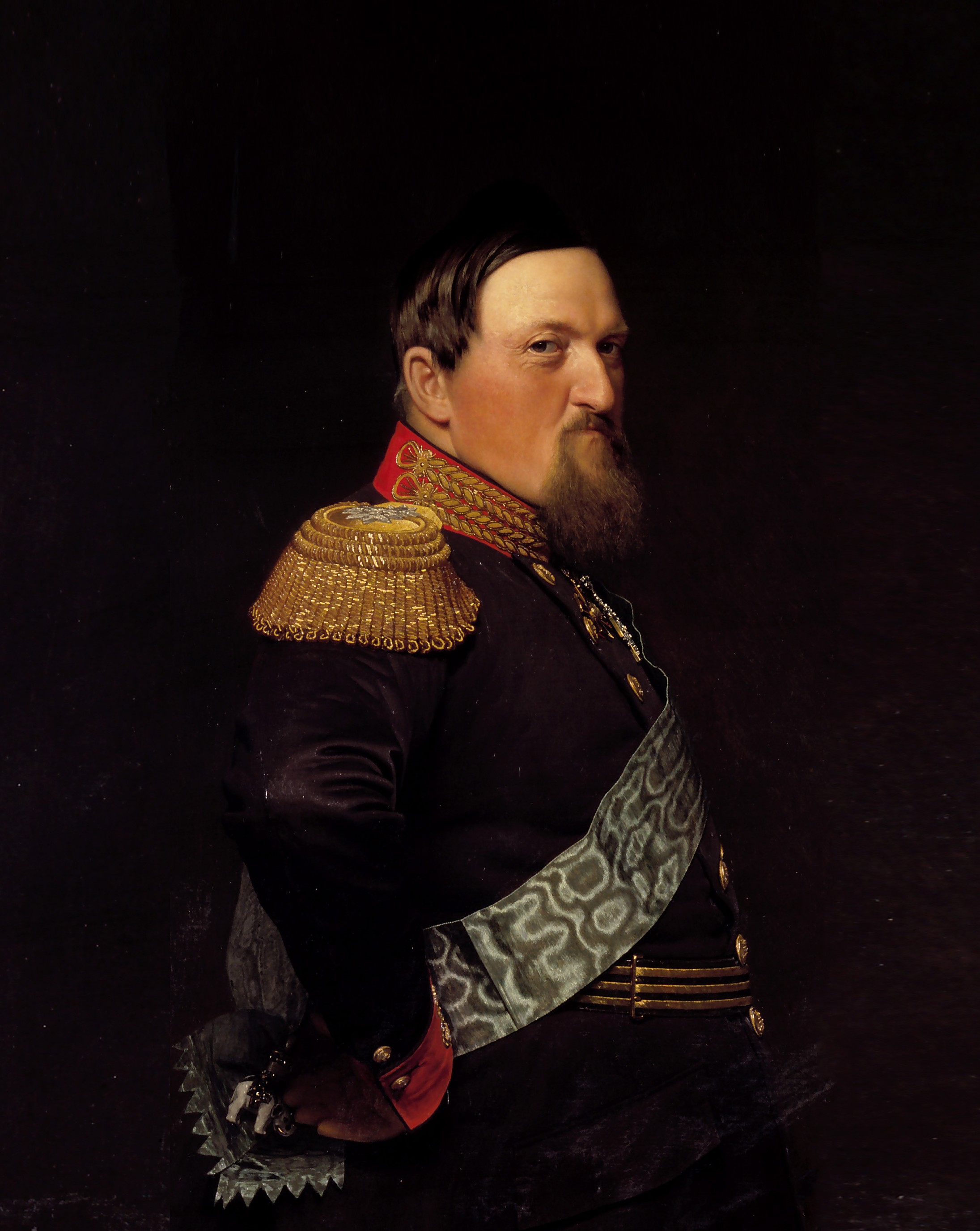
Friedrich VII. König von Dänemark

### Königlicher Orden Karls XIII.
König Karl XIII. von Schweden stiftete und etablierte 1811 den „Königlichen Orden Karls XIII.“.
Es ist ein ziviler Orden und wird vom König nur an Freimaurer verliehen. Ursprünglich war seine Anzahl auf 33 limitiert. Er ist kein freimaurerischer Grad. Zurzeit sind ca. 60 Freimaurer Träger dieses Ordens.

### Ritter-Kommandeur mit dem „Roten Kreuz“
1862 stiftete und etablierte König Friedrich VII. von Dänemark den Orden Ritter-Kommandeur mit dem „Roten Kreuz“ für Freimaurer. Er ist kein freimaurerischer Grad. Seine Mitgliederzahl war ursprünglich auf 33 limitiert. Heute sind ca. 55 dänische Freimaurer Träger dieses Ordens.